# Gmina Gjegjan
Gmina Gjegjan (alb. Komuna Gjegjan) – gmina położona w północno-zachodniej części kraju. Administracyjnie należy do okręgu Puka w obwodzie Szkodra. Jej powierzchnia wynosi 16461 ha. W 2012 roku populacja wynosiła 5014 mieszkańców. 
W skład gminy wchodzi dziesięć miejscowości: Gjegjan, Dom, Gojan i Vogël, Rrasë, Kuzhnen, Gojan i Madh, Shkozë, Kimëz, Kalivare, Mesul.